# HD152107
HD152107 — хімічно пекулярна зоря спектрального класу
A3 й має  видиму зоряну величину в смузі V приблизно  4,8.
Вона  розташована на відстані близько 175,2 світлових років від Сонця.

## Фізичні характеристики
Зоря HD152107 обертається 
порівняно повільно 
навколо своєї осі. Проєкція її екваторіальної швидкості на промінь зору становить  Vsin(i)= 44км/сек.

## Пекулярний хімічний склад
Зоряна атмосфера HD152107 має підвищений вміст 
Cr
.

## Магнітне поле
Спектр даної зорі вказує на наявність магнітного поля у її зоряній атмосфері.
Напруженість повздовжної компоненти поля оціненої з аналізу
наявних ліній металів
становить 1487,0± 578,5 Гаус.